# الرابطة الوطنية لكرة القدم للهواة (تونس)
الرابطة الوطنية لكرة القدم للهواة (بالفرنسية: Ligue nationale de football Amateur)‏ وتختصر LNFa هي منظمة رياضية تضم أندية كرة القدم التونسية الهاوية، وهي تدار تحت إشراف الجامعة التونسية لكرة القدم.

## الرؤساء
- 2012 - ..20: حسان بن سالم زيان

## الإدارة
المصدر :
- حسن بن سالم زيان: الرئيس
- شمس الدين أوتشي: النائب الأول للرئيس
- الشاذلي حسني: النائب الثاني للرئيس
- ناظم بوطراء: أمين الصندوق
- أحمد مكلين: نائب أمين الصندوق
- برهان بن خالد: منسق بين اللجان
- محمد الدبابي: رئيس لجنة التحكيم
- ميد العربي رشدي: رئيس لجنة القواعد
- عمر رشدي: رئيس لجنة التأديب والنزاهة
- مراد الطيب: رئيس لجنة الرعاية والمتحدث الرسمي
- نور الدين بوقطفة: رئيس لجنة الكأس والبطولات
- ميد الهادي بن سلامة: عضو
- رضا لاغا كازدوغي: عضو
- صادوق جروز: مسؤول صحفي
- منير علوي: مسؤول